# Cecilia Benítez
Cecilia Benítez, (Machachi, 22 de enero de 1937 - Quito, 29 de octubre de 2010), tejedora y artista plástica de Ecuador.

## Biografía
Realizó sus estudios en la Facultad de Artes de la Universidad Central del Ecuador.
Sus obras de destacaron en exposiciones colectivas en España, Cuba y Canadá. Individualmente expuso en el Colegio de Arquitectos, Alianza Francesa, CCE, Posada de las Artes Kingman.
Realizó varias investigaciones acerca del patrimonio tangible e intangible de las comunidades andinas del Ecuador, principalmente de las zonas del Chimborazo, Cotopaxi y Cayambe
Realizó investigaciones acerca de los tejidos, costumbres y vestimenta de las comunidades andinas del Ecuador, específicamente sobre las técnicas y elementos ancestrales del tejido. Realizó tapices usando una amplia gama de materiales como soga, abacá, lana, seda y piedras. Trabajó con lanas crudas que ella misma terminó de hilar telares de diferentes modelos y tamaños. Destaca igualmente el uso e implementación del color, la mayor parte de tinturas las realiza a través de la extracción de diversas plantas que las hacía en su taller.
Desarrolló una técnica personal para dejar al descubierto el interior de las hojas, las mismas que utilizó en varias obras de gran formato presentadas en su exposición Papel y Cabuya organizada por el Ministerio de Cultura del Ecuador (2008), así como también las utilizó en obras de formato miniatura con las cuales fue seleccionada para participar en la Bienal Internacional de Arte Miniatura en Quebec, Canadá (1998).
Los últimos años incursionó en el campo de la litografía, grabado e intaglios, donde experimentó con papel reciclado que ella misma fabricó. Este trabajo se reflejó en su exposición Papel y Cabuya (2008)
Colaboró en la investigación y publicación de los Petroglifos del Catazho en conjunto con el arqueólogo e historiador Lenin Ortiz y el Consejo Provincial de Morona Santiago, a partir de las cuales desarrolló toda la serie litográfica sobre el Catazho.
En el 2011 se realizó un homenaje póstumo a la artista en la Casa de la Cultura Ecuatoriana, donde se exhibieron 16 tapices con figuras de la sierra ecuatoriana, estas formaban parte de su última colección.

## Obras
Sus obras se destacan por la utilización de materiales como: soga, lana, cabuya y seda. Son materiales que dan vida por sus colores intensos y son tapíces con signos y símbolos andinos del Ecuador. 
Refleja la cultura de la gente que vive en los Andes pues era una obra muy minuciosa porque usaba el método de los telares de los indígenas, de ahí tomaba ciertas puntadas y las va desarrollando como en una forma como escultórica.
"Mundo Andino" cuenta y contrasta de una buena manera los colores y formas que da como resultado una obra armónica. Sus grabados demuestran el espíritu de libertad, fantasía, poesía y vida de la artista.

## Tributo
Sus hijos le hicieron un tributo a su memoria y la llamaron "Tejido del Tiempo". Se expuso en la Casa de la Cultura Ecuatoriana.
Se expuso 60 obras entre tejidos y grabados la cual refleja a la pintora como una madre, mujer, artista y amiga que trabajaba de manera minuciosa y paciente cada una de sus obras.